# Pe (Einheit)
Die Pe war als Längenmaß der brasilianisch-portugiesische Fuß. Die Anzahl der Pontos, der Punkte, pro Linha waren in Brasilien 10 und in Portugal 12. Unterschiedliche Werte kennzeichnen das Längenmaß.
- Brasilien 1 Pe = 134,7 Pariser Linien = 303 Millimeter[1]
  - 1 Pe = 12 Pollegadas/Polligas = 144 Linha/Linien = 1440 Pontos/Punkte = 146,2875 Pariser Linien = 330 Millimeter[2]
- Portugal 1 Pe = 145,7 Pariser Linien = 328 Millimeter[1]
  - 1 Pe = 12 Pollegadas (Zoll) = 144 Linha = 1728 Pontos = 330 Millimeter[3]